# Eucheilopora radiata
Eucheilopora radiata is een mosdiertjessoort uit de familie van de Cribrilinidae. De wetenschappelijke naam van de soort is voor het eerst geldig gepubliceerd in 1840 door Roemer.